# Henry Drummond

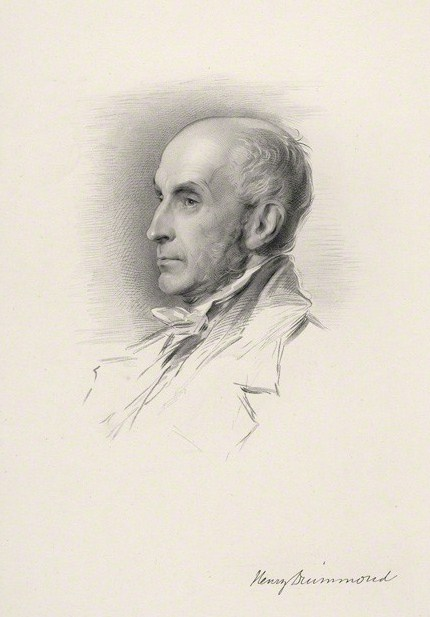
Henry Drummond

Henry Drummond (5 december 1786 - 20 februari 1860), was een bankier, parlementslid in het Engelse Lagerhuis en schrijver, maar vooral bekend geworden als een van de apostelen en grondleggers van de Katholiek Apostolische Kerk.

## Biografie
Drummond werd geboren in 'the Grange', in de omgeving van Alresford, Hampshire. Hij was de oudste zoon van Henry Drummond, een vooraanstaand Londens bankier, en een dochter van de eerste Lord Melville, een belangrijke minister. Hij genoot zijn opleiding aan Harrow School en Christ Church (Oxford). In 1817 ondernam hij een reis naar het Heilige Land, maar kwam niet verder dan Genève, waar hij als opvolger van Robert Haldane een voorman werd in strijd tegen de Socianianen (aanhangers van het unitarisme), en mede aan de wieg stond van het Réveil. Al vroeg in zijn leven was hij toegetreden tot het Engelse parlement, en opnieuw van 1847-1860 als vertegenwoordiger van West-Surrey. Hij publiceerde een groot aantal pamfletten over een breed scala aan godsdienstige onderwerpen.
Als vervolg op de bijeenkomsten van de ‘Society for Investigation of Prophecy’ die in 1825 op initiatief van Lewis Way (zendeling onder moslims en joden) te Londen van start waren gegaan, organiseerde hij van 1826-1830 op zijn landgoed 'Albury Park' (Surrey) in elke eerste week van de Advent bijeenkomsten waaraan jaarlijks ongeveer 30 geestelijken en leken deelnamen. Hier werden zowel de prediking van de wederkomst als Bijbelse profetieën onderzocht op hun betekenis voor die tijd. Hun bevindingen werden tot 1832 voor een brede kring toegankelijk gemaakt via het kwartaalblad The Morningwatch. Uit deze kring zouden later diverse ambtsdragers van de Katholiek Apostolische Kerk voortkomen, waaronder Drummond zelf.

## Kerkelijke ambten en werkzaamheden
Nadat in Zuid-West Schotland ten gevolge van de gebedsbeweging die op initiatief van de Anglicaanse priester James Haldane Stewart was gestart, geestesgaven tot openbaring kwamen, startte ook Drummond op zijn landgoed dergelijke gebedsbijeenkomsten. Zijn parochiepriester, Hugh M'Neile, was voorzitter geweest van de Albury-conferenties, maar toen er eenmaal geestesgaven tot openbaring kwamen, distantieerde hij zich hiervan. Toen ook ten huize van Drummond profetische gaven werden geschonken, werd de gebedsgroep buiten de Anglicaanse Kerk gesloten. Kort hierop werd Drummond, die een bezoeker was geworden van de Presbyteriaanse gemeente van Edward Irving, in een profetie geroepen als engel van de gelovigen te Albury. Hij werd er op 26 december 1832 te Albury toegewijd door de tot apostel geroepen John Bate Cardale.
Kort daarop werd Drummond als tweede persoon geroepen tot het apostelambt bij monde van de Anglicaanse kerkelijk rechter John Bayford, lid van de gemeente van Rev. John Owen in Chelsea. Nadat Drummond met 11 anderen op 14 juli 1835 als apostel was uitgezonden, vond in 1836 naar aanleiding van een profetie bij monde van Drummond de verdeling van de werkgebieden van de twaalf plaats in de 12 (geestelijke) stammen van Israël. Drummonds stamgebied werd Schotland en het protestantse gedeelte van Zwitserland. Hij stichtte onder meer op 1 juli 1849 in Bazel en op 18 oktober 1850 in Parijs een gemeente.
Op 20 februari 1860 stierf hij op 73-jarige leeftijd. Hij is evenals zijn vrouw en vier kinderen begraven in de voormalige kerk op zijn landgoed Albury Park.